# Edmund Arrowsmith
Edmund Arrowsmith, właśc. Brian Arrowsmith (ur. 1585 w Lancashire, zm. 28 sierpnia 1628) – święty Kościoła katolickiego, angielski jezuita, męczennik, ofiara prześladowań antykatolickich.
Pochodził z katolickiej rodziny. W dzieciństwie był świadkiem prześladowań ojca. W 1606 roku wyjechał na kontynent i podjął studia w Kolegium Angielskim w  Douai. Na bierzmowaniu przyjął imię Edmund, pod którym odtąd występował i pod którym  został zapamiętany. W 1612 roku otrzymał święcenia kapłańskie, a w czerwcu następnego roku podjął działalność kapłańską w rodzinnej miejscowości. Pierwszy raz został aresztowany w 1622 roku i osadzony w Lancaster Castle. Po rozmowie z anglikańskim biskupem Chester został uwolniony co współcześnie wiąże się także z przeprosinami skierowanymi do więzionych w tym czasie księży katolickich wystosowanymi przez króla Jakuba I Stuarta. W dwa lata później realizując swoje plany z kolegium wstąpił do Towarzystwa Jezusowego.
Posługę sprawowaną przez piętnaście lat przerwało aresztowanie do którego przyczynił się młody człowiek o nazwisku Holden, któremu Edmund Arrowsmith odmówił udzielenia dyspensy od przeszkody małżeńskiej. Zadenuncjowanego osadzono w więzieniu, poddano torturom i po dwóch dniach skazano na śmierć przez powieszenie, wypatroszenie i  poćwiartowanie. Wyrok wykonano 28 sierpnia 1628 roku, a  Edmund Arrowsmith był pierwszą ofiarą okresu panowania Karola I Stuarta.
Relikwie Edmunda Arrowsmitha znajdują się w świątyni pod jego wezwaniem w  Ashton-in-Makerfield. W miejscowości tej działa placówka oświatowa jego imienia.
Wspomnienie liturgiczne przypada w dies natalis.
Kanonizowany został w grupie Czterdziestu męczenników Anglii i Walii przez Pawła VI 25 października 1970 roku.